# Ken Hoyt
Kenneth "Ken" Hoyt – australijski zapaśnik walczący w stylu wolnym. Zajął trzynaste miejsce na mistrzostwach świata w 1982. Brązowy medalista igrzysk wspólnoty narodów w 1978 i 1982 roku.